# ラパス (ホンジュラス)
ラ・パス（La Paz）は、ホンジュラス・ラ・パス県の中心都市である。人口は16,947人（2001年現在）。